# Caudron R.6
Le Caudron R.6 est un avion de reconnaissance français, biplace, bimoteur, de la Première Guerre mondiale conçu par l'ingénieur Paul Deville pour la Société des avions Caudron. 
Il s'agit d'une version réduite du Caudron R.4 dans laquelle il n'y a plus de mitrailleur de nez et qui est motorisée par des moteurs plus petits, des Le Rhône de 111 ch (82 kW). 
Quelque 750 de ces avions ont été construits, soit trois fois la production du R.4 original.